# 신낙균
신낙균(申樂均, 1941년 2월 1일~)은 여성운동가 출신의 대한민국 정치가, 대학 교수이다. 제5대 문화관광부 장관, 제15·18대 국회의원이다. 본관은 평산(平山)이다.

## 약력
- 1953년: 마석국민학교 졸업
- 1956년: 무학여자중학교 졸업
- 1959년: 무학여자고등학교 졸업
- 1963년: 이화여자대학교 기독교학과 학사
- 1969년: 미국 예일 대학교 대학원 기독교학 석사
- 1970년: 이화여자대학교 대학원 강사
- 1982년: 미국 조지워싱턴 대학교 대학원 교육학 박사 수료
- 1983년: 동국대학교 겸임교수
- 1991년: 한국여성유권자연맹 회장
- 1993년: KBS 이사
- 1995년: 새정치국민회의 부총재
- 1996년~2000년: 제15대 국회의원(전국구, 새정치국민회의, 초선)
- 1998년~1999년: 제5대 문화관광부 장관
- 1998년: 새정치국민회의 고문 겸 당무위원
- 2000년: 새천년민주당 당무위원(2001년 퇴임)
- 2002년: 국민통합21 대표 겸 고문
- 2003년: 새천년민주당 상임고문 겸 당무위원(2005년 퇴임).
- 2007년: 대통합민주신당 상임고문 겸 당무위원
- 2008년: 제18대 국회의원(비례대표, 통합민주당→민주당→민주통합당, 재선)
- 2008년: 국회 여성위원장 / 외교통상통일위원
- 2014년: 민주당 대표최고위원 겸 고문(2015년 퇴임).
- 한국여성의정 이사

## 역대 선거 결과
|  | 25.3% |

|  | 16.87% |

|  | 25.17% |

## 같이 보기
- 대한민국 제15대 국회의원 선거 새정치국민회의 후보 목록#전국구
- 대한민국 제18대 국회의원 선거 통합민주당 후보 목록#비례대표
- 대한민국의 문화체육관광부 장관